# Cissus cochinchinensis
Cissus cochinchinensis là một loài thực vật hai lá mầm trong họ Nho. Loài này được Spreng. miêu tả khoa học đầu tiên năm 1824.